# Erissus sanctaeleopoldinae
Erissus sanctaeleopoldinae är en spindelart som först beskrevs av Soares 1946.  Erissus sanctaeleopoldinae ingår i släktet Erissus och familjen krabbspindlar. Inga underarter finns listade i Catalogue of Life.